# Aspasia variegata
Aspasia variegata é uma espécie de orquídea pertencente ao género Aspasia, comum em toda a bacia amazónica e entre os 200-1 300 m de altitude na Bolívia.[carece de fontes?]
Pode ser encontrada em florestas abertas tanto em terreno seco ou inundado, frequentemente em ramos das árvores sobre a água.